# Addio al nubilato (film 2003)
Addio al nubilato (April's Shower) è un film del 2003 diretto da Trish Doolan. Il film è stato in principio pubblicato già nel 2003 al Gay and Lesbian Film Festival di Amburgo ed è stato successivamente distribuito in altri festival a tema gay in varie città del mondo, tra cui San Francisco, Charlotte, Copenaghen, Tampa, Detroit, Rochester e Dallas . Il film ha ottenuto una distribuzione limitata nel gennaio 2006.

## Trama
Al mattino di un ricevimento per l’addio al celibato della sposa Alex è presa dall’organizzazione del pranzo ed è altrettanto preoccupata per la sua complicata relazione con la sposa. Uno ad uno arrivano nella casa di Alex gli eccentrici ospiti, portando le loro comiche insicurezze e le loro complesse situazioni di vita. Quando April, la promessa sposa, arriva è chiaro che il segreto di Alex cambierà il corso della sua vita insieme a quello di tutti gli altri invitati.

## Cast
- Alex, interpretata da Trish Doolan
- April, interpretata da Maria Cina
- Jake, interpretato da Joe Tabbanella
- Vicki, interpretata da Denise Miller
- August, interpretato da Zack Ward
- Rita, interpretata da Samantha Lemole
- Franny, interpretata da Molly Cheek
- Mary Beth, interpretata da Victoria Reiniger
- Fergus, interpretato da Euan Macdonald
- Kelly, interpretata da Lara Harris
- Spring Dawn, interpretata da Delaina Mitchell
- Devin, interpretata da Jane Booke
- Pauly, interpretato da Randall Batinkoff
- Rocco, interpretato da Frank Grillo
- Sasha, interpretata da Honey Labrador
- Sophie, interpretata da Arly Jover
- Roxy, interpretata da Gizelle D'Cole
- Anna, interpretata da Pamela Salem
- Ragazza della torta, interpretata da Precious Chong
- Torth, interpretato da Jeffrey Gorman
- Ted Burns, interpretato da Raymond O'Connor
- Billy, interpretato da Steve Portigiani
- Blake, interpretato da John Hardison

## Accoglienza

### Critica
In una recensione per Out, Justin W. Ravitz ha detto che il film è stato affogato dall'istrionismo ed affossato da personaggi con una "personalità da sitcom". Riferendosi alla trama di una lesbica che lascia la sua ragazza per uno stile di vita eterosessuale, ha definito il film "insopportabile".